# Perseïden

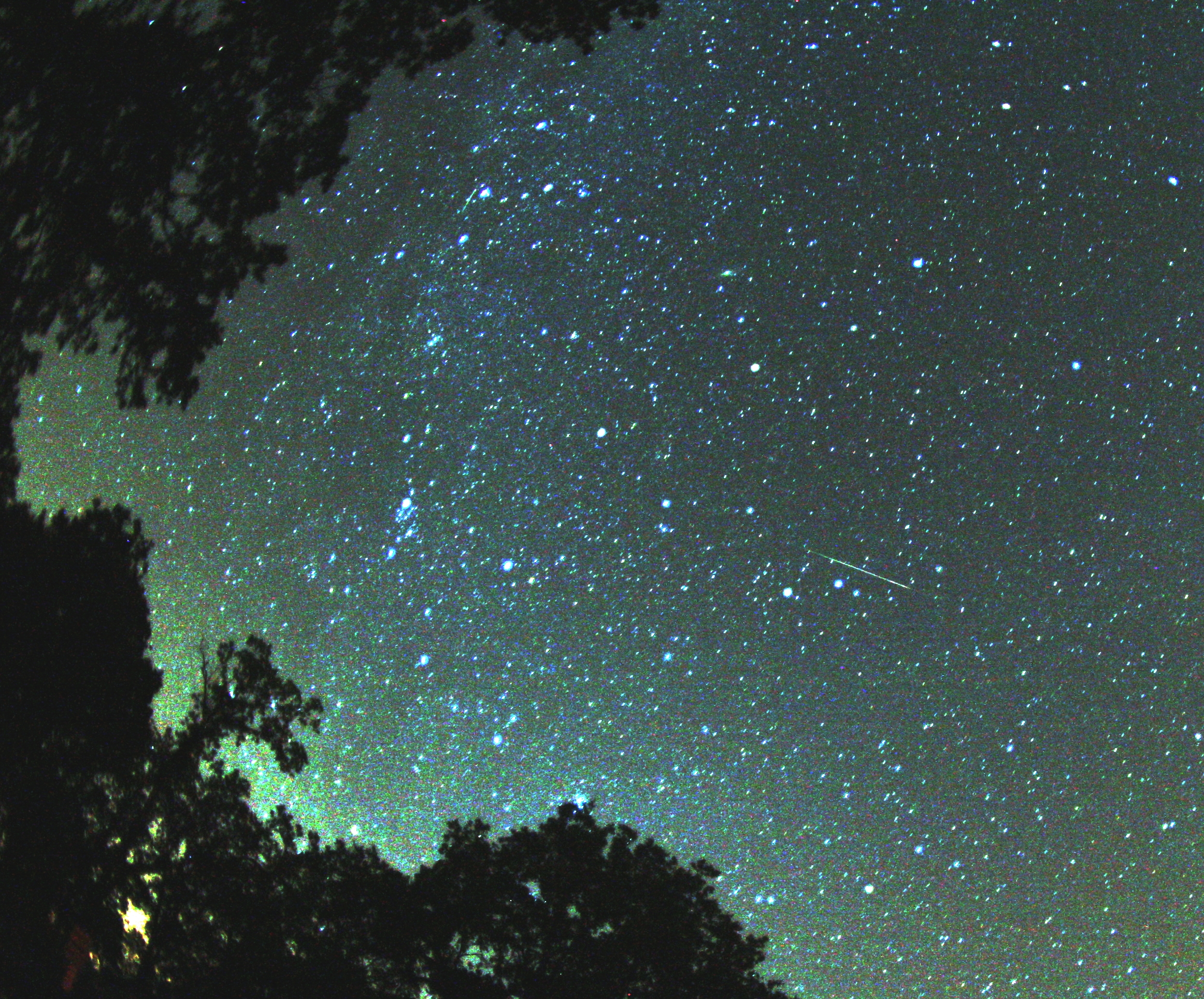
Perseïden 13 augustus 2007

De Perseiden meteorenzwerm (inclusief radiant), zoals zichtbaar in Nederland en Belgie op 12 augustus 2026 om 23:30 uur zomertijd.

Elke (noordelijke) zomer trekt de aarde door de Perseïden-meteorenzwerm, dit is een wolk van stofdeeltjes achtergelaten door de komeet Swift-Tuttle. De naam Perseïden is afgeleid van het sterrenbeeld Perseus dat rond middernacht aan de noordoostelijke sterrenhemel te vinden is. De meteorenzwerm heeft zijn oorsprong schijnbaar in dit sterrenbeeld. Vele stofdeeltjes komen dan in botsing met de dampkring van de aarde en veroorzaken kortstondig een lichtstreep aan de hemel. Dit verschijnsel noemen we een vallende ster of meteoor.
De komeet Swift-Tuttle heeft een omlooptijd van ongeveer 133 jaar en was voor het laatst te zien in 1992. Dit is de oorzaak dat de eerste keer na deze doortocht de Perseïden zeer intens waren. Vanaf dan neemt het aantal elk jaar een beetje af, tot zij binnen 130 jaar terug met haar stofstaart een overvloed aan stofdeeltjes zal achterlaten in de baan van de Aarde. De samenhang tussen Perseïden en komeet is ontdekt door Giovanni Schiaparelli.
In het vroege Europa werd deze meteorenzwerm de 'Tranen van Laurentius' genoemd. De naamdag van deze heilige valt op 10 augustus, op die datum in het jaar 258 zou hij op een gloeiend rooster doodgemarteld zijn. In sommige landen, vooral die waar naamdagen gevierd worden, gebruikt men deze naam nog steeds.
De Perseïdenactiviteit stijgt geleidelijk van enkele exemplaren per nacht eind juli, tot vele tientallen vallende sterren per uur rond het maximum in de ochtend van 13 augustus. Om deze meteoren waar te nemen is geen telescoop of verrekijker nodig: het volstaat om met het blote oog te kijken in de richting van het sterrenbeeld Perseus. De meeste Perseïden ziet men vanuit donkere plaatsen buiten de stedelijke gebieden, telkens vanaf middernacht.